# Semecarpus subspathulata
Semecarpus subspathulata är en sumakväxtart som beskrevs av George King. Semecarpus subspathulata ingår i släktet Semecarpus och familjen sumakväxter. Inga underarter finns listade i Catalogue of Life.